# Sejlbare floder
 Der er for få eller ingen kildehenvisninger i denne artikel, hvilket er et problem. Du kan hjælpe ved at angive troværdige kilder til de påstande, som fremføres i artiklen.

For at en vandstrækning kan klassificeres som en vandvej, kræves det at den er sejlbar. For at den kan være sejlbar, kræves følgende kriterier opfyldt:
Vanddybden skal være tilstrækkelig stor, til at skibe kan besejle den.
Bredden skal være tilstrækkelig stor til, at skibe kan komme igennem.
Der må ikke være forhindringer undervejs f.eks. i form af vandfald eller lign. uden at der er metoder til, at komme uden om dem.
Strømforholdene skal være af en karakter som gør det muligt, at besejle den sikkert.

## Guadalquivir
Er den næstlængste flod i Spanien og den længste i Andalusien.
Andalusien er en region i det sydligste Spanien.
Floden er 657 kilometer lang og afvander et areal på ca. 58 tusinde kvadratkilometer, så det er et kæmpe stort areal.
Floden har sit udspring, altså der hvor floden "slutter, i Canada de Las Fuentes oppe i bjergene, som hedder Cazorla - bjergene i Jaénprovinsen og flyder gennem Córdoba og Sevilla og "munder ud" i Cádizbugten ved fiskerlandsbyen Bonanza i Sanlúcar de Barrameda, hvor den tilflyder Atlanterhavet.
Guadalquivir er den eneste store flod i Spanien, hvor man kan navigere. I dag er den sejlbar til Sevilla, men før i tiden, antikkens Rom, var den sejlbare til Córdbar.
Der er en ældgammel by, ved navn Tartessos, som burde ligge ved Quadalquivirs udmunding, men man har ikke fundet stedets beliggenhed endnu.

## Thames/Themsen
Flodens længde er 346 km og fylder 150 tusinde kvadratmeter.
Thames er den længste flod i England, men kun den næste største i Storbritannien.
Floden flyder gennem det sydlige England. Den er bedst kendt fordi den nedre del af floden flyder gennem det Centrale London.
Floden udspringer i de lave Cotswoldsbjerge nær Cirencester i SV – England og løber mod øst til Oxford, hvor flodløbet mod tilløb af floden Cherwell mod syd igennem en sænkning mellem Chiltern- og Downshøjdedragene. Herfra løber Themsen ved Reading igen mod øst gennem Windsor, Eton og London til et tragtformet bugt mellem Kent og Essex ved udløbet i Nordsøen mod øst.
Themsen har været en centrale lokaliseringsfaktor for den sydengelske udvikling, både industrielt og handelsmæssigt, med London som centrum. Under begyndelsen af industrialisering blev Themsen forbundet med indlandsveje med kanaler og floder. Den blev brugt til varetransportvej, men nu bruges den som sightseeing, fritidssejlads, så dens varetransportvej har mistet sin betydning.
Floden krydses af mange broer fx en bro som hedder Tower Bridge.
Vandet er fersk fra London og ind i landet, men fra London af og ud til havet bliver det mere og mere saltet.
Flodens ”helbred” har det lige p.t godt, men før i tiden var den meget forurenet.

## Glomma
Glomma er en norsk flod, med sine 617 km lang er den norges absolut største flod. Den har sine kilder i Tydalsfjellene og løber gennem Østerdalen ud i Oslofjorden ved Fredrikstad. Glomma har vandtilførsel fra 11 større vandløb fra vest og 4 elve fra øst. Nedbørsområdet dækker 13 % af Norges samlede areal.
Der er rig mulighed for at fange en del fisk, især Ørred og Stalling fisk, samt campe og sejle.
Glomma danner Nordeuropas vandrigeste vandfald.

## Rhinen
Navnet Rhinen kommer af oldkeltisk Renos, der betyder ”den som flyder”. Rhinen er et af de længste floder, som udspringer sig fra de schweiziske Alper, ned til den hollandske Nordsøkyst. Med sine 1320 km lange flod og et afvandingsområde på 244.400km², er Rhinen Europas tredje længste flod efter floderne Volga og Danou. Men økonomisk set, er den mere betydningsfuld end nogle anden flod i Europa. Ikke nok med den har en stor betydning for økonomien i Europa, er den os et af verdens vigtigste trafikkorriderede floder. Der løber flere kilometer jernbaner, motorveje og olierørledninger med Rhinen. Men floden er os et stort forbindelsesled, fra Nordsøen til Mellemeuropa samt via det tilsluttede kanalnet også til middelhavet. Der bliver transporteret stykgods og containere hver dag, med store skibe, som der kører til hele Europa. Rhinen har også meget historie bag sig, som både er dannet politisk og kulturelt. Med Cæsars erobringer i Gallerkrigen kom Rhinen til at danne grænse mellem Romerriget og det frie Germanien. Til at bevogte floden, blev der sat flere forskellige legionslejre og kasteller, som faktisk var med til at udvikle de store byer som Basel, Mainz, Köln, Strasbourg og masser andre. Helt frem til 2. Verdenskrig har store magter kæmpet om at besidde den magtfulde flod, som er en af de vigtigste handelsveje i Europa. Frankrig har således påstået, at det var en historisk hævd på floden. Men floden er dog også rigtig forurenet, og man har prøvet at udbygge forskellige maskiner, og måder til at rense den, men alt er mislykkedes, og i dag står den stadig forurenet, hvilket den har været flere årtier.

## Marne
Det er en biflod til floden Seinen der løber gennem Paris i Frankrig. Marne-floden er ca. 520 km lang, og har en afvandingsområde på ca. 12.800 km².
Floden er sejlbar på de nederste 180 km fra udløbet i Seinen ved Charenton i Paris til Épernay; herfra bliver flodtrafikken ført i kanal til Vitry-le-François, hvor kanalen deler sig i Marne-Rhin-Kanalen og Marne-Saône-Kanalen. Marne var især frem til midten af 1900tallet et vigtigt led i den franske flod- og kanal trafik. Den er især kendt for Slaget ved Marne, som fandt sted 1914 og var et af de første store slag under 1. verdenskrig.
| Vandsport/vandtransport | Spire Denne vandsports- eller vandtransportsartikel er en spire som bør udbygges. Du er velkommen til at hjælpe Wikipedia ved at udvide den. |